# Mervyn Archdall Ellison
Mervyn Archdall Ellison (Fethard-on-Sea, 5 maggio 1909 – Fethard-on-Sea, 12 settembre 1963) è stato un astronomo irlandese.

## Biografia
Ebbe una prima istruzione in casa fino a quando il padre non divenne direttore dell’Osservatorio Armagh. Nel 1927 iniziò il suo percorso universitario presso il Trinity College di Dublino dove studiò fisica con notevoli risultati. Nel 1931 studiò le radiazioni emesse dal radio presso gli Ospedali di Dublino. Si laureò (Master of Science) nel 1932 e ottenne il Dottorato (Doctor of Science) nel 1944.  Durante la II guerra mondiale fece parte dell’Operational Research Group presso l’Ammigliarato britannico. Nel 1946 divenne membro della Unione Astronomica Internazionale mentre nel 1947 fu assunto dal Royal Observatory di Edimburgo dove continuò gli studi sui brillamenti e le protuberanze solari.  Prese parte come ricercatore sulle attività solari all'Anno Geofisico Internazionale contribuendo a realizzare un eliografo presso il South African Astronomical Observatory. Nel 1958 divenne direttore dell'Osservatorio Dunsink. Al tempo della sua morte era professore of Astronomia presso il Dublin Institute of Advanced Studies.
Fu membro (fellow) della Royal Society di Edimburgo e della Royal Astronomical Society, fu membro della Royal Irish Academy e della British Astronomical Society.
A Mervyn Archdall Ellison la UAI ha intitolato il cratere lunare Ellison